# Kenny Britt
Kenneth Lawrence Britt (* 19. September 1988 in Bayonne, New Jersey) ist ein ehemaliger US-amerikanischer American-Football-Spieler auf der Position des Wide Receivers. Er spielte in der National Football League (NFL) für die Tennessee Titans, die St. Louis/Los Angeles Rams, die  Cleveland Browns und die New England Patriots.

## College
Britt besuchte von 2006 bis 2008 die Rutgers University und spielte für die Rutgers Scarlet Knights.
In seinen drei Jahren am College schaffte er insgesamt 3.043 Yards und 17 Touchdowns bei 178 gefangenen Bällen.

## NFL
Britt wurde im NFL Draft 2009 an 30. Stelle der 1. Runde von den Tennessee Titans ausgewählt.

### Tennessee Titans
Britt war in seinen fünf Jahren bei den Titans stets ein wichtiger Spieler auf der Position des Wide Receivers und oft in der Startformation zu finden.
Die Saison 2011 musste er am 25. September 2011 aufgrund eines Kreuzbandrisses des vorderen Kreuzbandes und eines Innenbandrisses im Knie vorzeitig beenden.
Das erste Spiel der Saison 2012 verpasste er aufgrund einer Suspendierung wegen zu vieler kleiner Gesetzesverstöße und wiederkehrenden Problemen mit der Polizei.

### St. Louis/Los Angeles Rams
Nach Auslauf seines Vertrages mit den Titans wurde er am 7. April 2014 von den St. Louis Rams unter Vertrag genommen.
Britt verlängerte seinen Vertrag nach seiner ersten Saison mit den Rams am 18. März 2015 und zog mit diesen vor der Saison 2016 nach Los Angeles um. Nach Auslauf dieses Vertrages wurde er von den Los Angeles Rams in die Free Agency entlassen, obwohl er 2016 zum wichtigsten Wide Receiver der Rams avancierte und ein gutes Zusammenspiel mit Quarterback Jared Goff zeigte.

### Cleveland Browns
Britt unterschrieb am 9. März 2017 einen Vierjahresvertrag bei den Cleveland Browns mit einem Gehalt von 32,5 Mio. US-Dollar.
Er wurde am 8. Dezember 2017 nach wenig überzeugender Leistung in seiner ersten Saison bei den Browns 2017 wieder entlassen.

### New England Patriots
Am 12. Dezember 2017 unterschrieb Britt während der laufenden Saison 2017 einen Zweijahresvertrag bei den New England Patriots. Kenny Britt wurde am 22. August 2018 von den New England Patriots entlassen.

## NFL-Statistiken
Receiving-Statistiken
| 2009            | Tennessee Titans     | 16  | 42  | 701   | 16,7 | 57  | 3  | 34  | 1 | 1 |
| 2010            | Tennessee Titans     | 12  | 42  | 775   | 18,5 | 80T | 9  | 33  | 1 | 1 |
| 2011            | Tennessee Titans     | 3   | 17  | 289   | 17,0 | 80T | 3  | 14  | 1 | 1 |
| 2012            | Tennessee Titans     | 14  | 45  | 589   | 13,1 | 46  | 4  | 24  | 2 | 1 |
| 2013            | Tennessee Titans     | 12  | 11  | 96    | 8,7  | 15  | 0  | 5   | 0 | 0 |
| 2014            | St. Louis Rams       | 16  | 48  | 748   | 15,6 | 63T | 3  | 33  | 0 | 0 |
| 2015            | St. Louis Rams       | 16  | 36  | 681   | 18,9 | 60T | 3  | 29  | 0 | 0 |
| 2016            | Los Angeles Rams     | 15  | 68  | 1.002 | 14,7 | 66  | 5  | 47  | 2 | 1 |
| 2017            | Cleveland Browns     | 9   | 18  | 233   | 12,9 | 38  | 2  | 9   | 0 | 0 |
| 2017            | New England Patriots | 3   | 23  | 23    | 11,5 | 16  | 0  | 1   | 0 | 0 |
| Total           | Total                | 116 | 329 | 5.137 | 15,6 | 80  | 32 | 229 | 7 | 5 |
| Quelle: NFL.com |                      |     |     |       |      |     |    |     |   |   |